# Saint-Cirgues-la-Loutre
Saint-Cirgues-la-Loutre ist eine französische Gemeinde mit 179 Einwohnern (Stand 1. Januar 2022) im Département Corrèze in der Region Nouvelle-Aquitaine. Die Einwohner nennen sich Saint-Cirgois(es).

## Geografie
Die Gemeinde liegt im Zentralmassiv  in der Xaintrie, nordöstlich des Stausees von Hautefage (frz.: Barrage de Hautefage) und wird von der Maronne durchflossen. Tulle, die Präfektur des Départements, befindet sich ungefähr 40 Kilometer nordwestlich und Argentat 15 Kilometer westlich sowie Aurillac im Cantal etwa 40 Kilometer südöstlich.
Nachbargemeinden von Saint-Cirgues-la-Loutre sind Saint-Privat im Norden, Saint-Julien-aux-Bois im Nordosten, Cros-de-Montvert im Osten sowie Saint-Geniez-ô-Merle im Südwesten und Westen.

## Geschichte
Der Name der Gemeinde geht auf den Märtyrer Quiricus oder auch Saint Cyr zurück, dessen Name im Süden Frankreichs oft zu Saint Cirgues umgewandelt wurde. Doch hat sich der Name der Gemeinde im Laufe der Geschichte mehrfach geändert. So hieß der Ort im 14. Jahrhundert Saint Cirgues près Merle, während der Revolution Cirgues d’Eyge und erhielt erst 1920 den heutigen Namen Saint-Cirgues-la-Loutre. Doch woher kommt der ungewöhnliche Ortsname (zu Deutsch: Saint-Cirgues-der Otter)? Das erzählt eine Legende, die in der Kirche der Gemeinde festgehalten ist: Der Baumeister der Kirche war jeden Morgen verstört, weil sein Tagewerk über Nacht in sich zusammengesunken war. Um sein Schicksal zu beschwören, warf er seinen Hammer mit dem Willen, dass dort die Kirche gebaut werde, wo dieser niederfällt. Als der Hammer zu Boden fiel, tötete er einen Otter in einem Fischteich. Diese Legende wird auch in dem Gemeindewappen symbolisiert.

## Einwohnerentwicklung
| Jahr      | 1962 | 1968 | 1975 | 1982 | 1990 | 1999 | 2007 | 2016 |
| Einwohner | 339  | 362  | 304  | 267  | 230  | 188  | 195  | 177  |

## Sehenswürdigkeiten

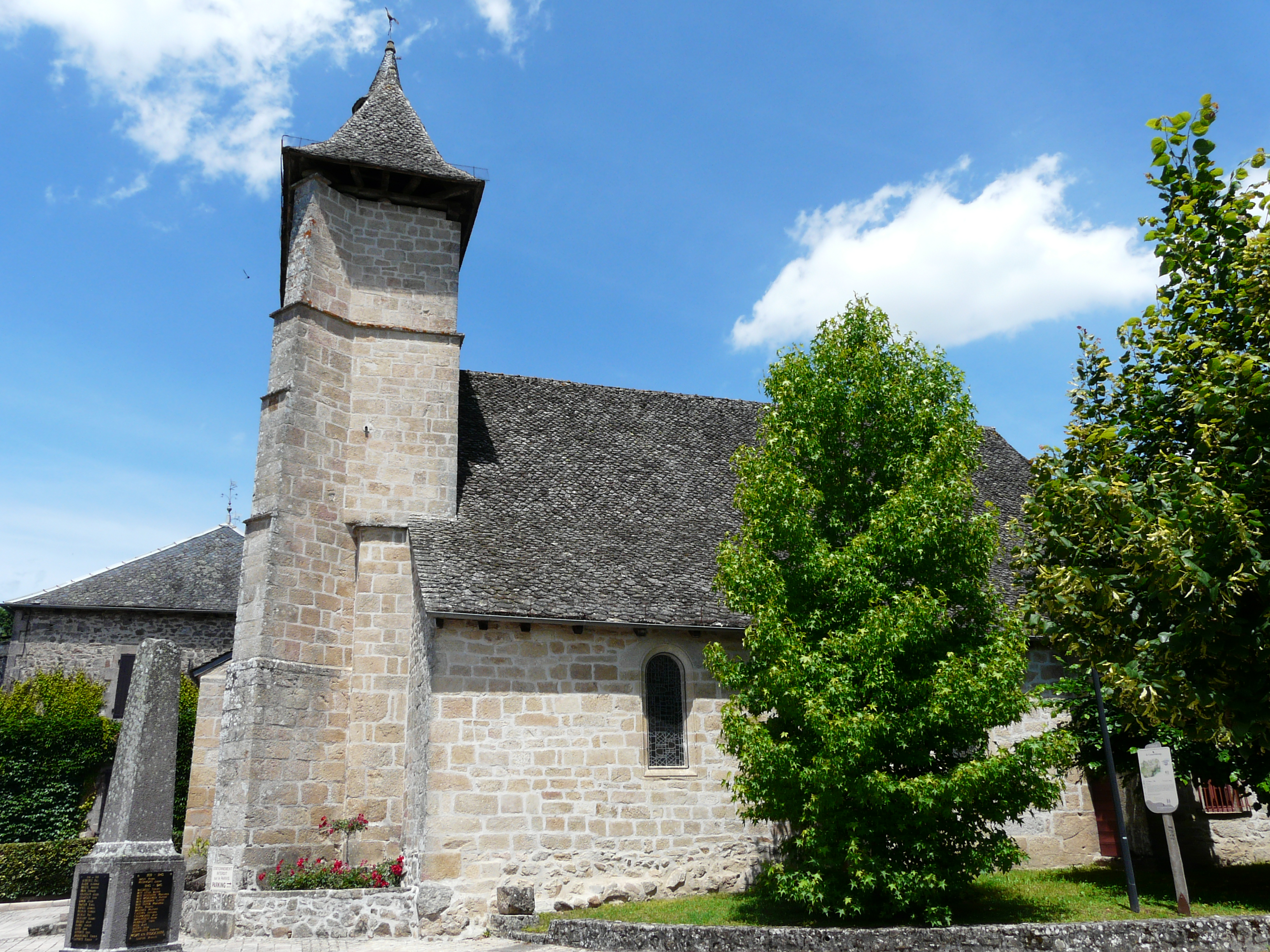
Kirche Saint-Cyr

- Barrage de Hautefage, ein Stausee an der Maronne, genutzt als Wasserkraftwerk durch die Électricité de France.
- Die Kirche Saint-Cyr aus dem 15. Jahrhundert[3]